# 8 sierpnia
8 sierpnia jest 220. (w latach przestępnych 221.) dniem w kalendarzu gregoriańskim. Do końca roku pozostaje 145 dni.

## Święta
- Imieniny obchodzą: Bonifacja, Cyriak, Cyryl, Dominik, Emilian, Esmeralda, Jan, Joanna, Largus, Maryn, Maryniusz, Miron, Mirona, Niegosław, Niezamysł, Sekundus, Sewer, Smaragd, Sylwiusz i Szmaragd.
- Antyklerykalizm w Polsce – Dzień Antyklerykała (na pamiątkę powstania Antyklerykalnej Partii Postępu RACJA)
- Irak – Dzień Pokoju
- Polska – Wielki Dzień Pszczół (od 2013 roku)
- Tanzania – Dzień Rolników (Nane Nane)
- Wspomnienia i święta w Kościele katolickim[1][2] obchodzą:
  - św. Cyriak Rzymianin (męczennik)
  - św. Dominik Guzmán (prezbiter)
  - bł. Florentyn Asensio Barroso (męczennik)
  - św. Bonifacja Rodríguez Castro (zakonnica)
  - św. Maria od Krzyża MacKillop (zakonnica)
  - bł. Maria Małgorzata Caiani (zakonnica)
  - św. Miron z Krety (biskup)
  - bł. Zefiryn Giménez Malla (męczennik), pierwszy przedstawiciel narodowości romskiej, który został uznany przez Kościół katolicki za błogosławionego
  - św. Sewer z Vienne (prezbiter)

## Wydarzenia w Polsce
- 1414 – Wojna głodowa: wojska polsko-litewskie zajęły i złupiły Olsztyn.
- 1454 – Wojna trzynastoletnia: po pięciomiesięcznym oblężeniu skapitulowała krzyżacka załoga na zamku w Sztumie.
- 1534 – W Tarnowskich Górach wybuchł bunt górników przeciwko rządom urzędników margrabiego Jerzego Hohenzollerna-Ansbacha, którzy lepsze prace dawali przybyszom z Frankonii, a gorsze miejscowym. Uwolniono wcześniej uwięzionych, zdemolowano urządzenia w kilku kopalniach i hutach, rabowano domy niektórych mieszczan i urzędników. Zamieszki stłumiono przy pomocy wojska.
- 1638 – Powstanie Ostranicy: po trwającym od 22 czerwca oblężeniu skapitulował przed wojskami polskimi dowodzonymi przez hetmana polnego koronnego Mikołaja Potockiego i wojewodę podolskiego Stanisława Rewera Potockiego kozacki obóz nad rzeką Starzec.
- 1655 – IV wojna polsko-rosyjska: wojska rosyjskie zajęły Wilno, które po raz pierwszy w historii dostało się pod obce panowanie. Rzeź mieszkańców trwała 3, a pożar miasta przez 17 dni.
- 1747 – Otwarto Bibliotekę Załuskich w Warszawie.
- 1769 – Konfederacja barska: w bitwie pod Hoszowem z Rosjanami śmiertelnie ranny został rotmistrz przemyski konfederacji Franciszek Pułaski.
- 1794: Insurekcja kościuszkowska:
  - Wojska insurekcyjne zdobyły Lipawę w Kurlandii.
  - Rozpoczął się pierwszy dwudniowy atak wojsk rosyjskich na Wilno.
- 1863 – Powstanie styczniowe: zwycięstwo powstańców w bitwie pod Żyrzynem.
- 1914 – Włodzimierz Lenin został aresztowany przez Austriaków i osadzony w więzieniu w Nowym Targu.
- 1919 – Wojna polsko-bolszewicka: polskie wojsko zajęło Mińsk.
- 1930 – Prezydent RP Ignacy Mościcki udał się transatlantykiem „Polonia” z oficjalną wizytą do Estonii.
- 1941 – Oddział SD z Łucka i ukraińscy policjanci dokonali mordu na 300 Żydach z getta w Beresteczku.
- 1943 – W odwecie za ukrywanie zbiegłego z niewoli radzieckiego oficera w Chotczy Górnej żandarmeria niemiecka z posterunku Lipsko zamordowała 12 osób.
- 1944:
  - 8. dzień powstania warszawskiego: z radiostacji Armii Krajowej Błyskawica nadana została pierwsza audycja.
  - W Lublinie został wydany pierwszy rozkaz organizacyjny Naczelnego Dowództwa WP, powołujący do życia m.in. Sztab Główny.
- 1951 – Radzionków otrzymał prawa miejskie.
- 1965 – Józef Beker wygrał 22. Tour de Pologne.
- 1991 – Runął maszt radiowy I programu Polskiego Radia w Konstantynowie.
- 1996 – Powołano Komitet Integracji Europejskiej.
- 2007 – Minister spraw wewnętrznych i administracji Janusz Kaczmarek został zdymisjonowany przez premiera Jarosława Kaczyńskiego. Nowym ministrem został Władysław Stasiak.
- 2010:
  - Irlandczyk Daniel Martin wygrał 67. Tour de Pologne.
  - W wyniku ulewnych deszczów wystąpiły z brzegów rzeki: Lubsza, Nysa Łużycka i Miedzianka.
- 2015 – Hiszpan Ion Izagirre wygrał 72. Tour de Pologne.
- 2020 – Otwarto Lotnisko Suwałki.

## Wydarzenia na świecie

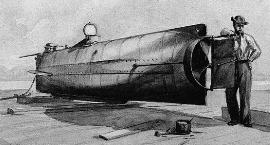
Użyty w trakcie wojny secesyjnej okręt podwodny „H.L. Hunley”

- 449 – Rozpoczął się sobór efeski II.
- 870 – Zawarto traktat w Meerssen, porozumienie sukcesyjne pomiędzy synami Ludwika I Pobożnego: Karolem II Łysym a Ludwikiem II Niemieckim, mające zastąpić traktat z Verdun.
- 969 – Dżawhar as-Sikilli założył Kair.
- 1220 – Krucjaty północne: zwycięstwo Estończyków nad Szwedami w bitwie pod Lihula.
- 1303 – Wiele tysięcy osób (w tym ok. 4 tys. na Krecie) zginęło w wyniku trzęsienia ziemi z epicentrum koło wschodniej Krety i wywołanych przez nie fal tsunami. Poważnie uszkodzona została latarnia morska na Faros w Aleksandrii.
- 1438 – Rozpoczął się sobór w Ferrarze.
- 1503 – W Edynburgu król Szkocji Jakub IV ożenił się z księżniczką angielską Małgorzatą Tudor.
- 1511 – Papież Juliusz II erygował diecezję Santo Domingo.
- 1535 – Po kazaniu Wilhelma Farela, który ogłosił zasady reformacji protestanckiej, tłum ogołocił katedrę w Genewie z ołtarzy, posągów i ozdób, przekształcając świątynię w kościół kalwiński.
- 1570 – W trakcie wojen religijnych we Francji podpisano pokój w Saint Germain.
- 1576 – Wmurowano kamień węgielny pod budowę pierwszego na świecie publicznego obserwatorium astronomicznego Uranienborg na wyspie Hveen, leżącej w cieśninie Sund między Zelandią (Dania) a Skanią, wzniesionego w latach 1576–80 przez duńskiego astronoma Tycho Brahe.
- 1588 – Wojna angielsko-hiszpańska: w bitwie pod Gravelines flota angielska zadała poważne straty hiszpańskiej Wielkiej Armadzie.
- 1605 – Król Szwecji Karol IX Waza założył miasto Oulu w Finlandii.
- 1647 – Irlandzka wojna konfederacka: zwycięstwo wojsk Parlamentu angielskiego nad irlandzkimi Konfederatami w bitwie pod Dungans Hill.
- 1648 – Mehmed IV został sułtanem Imperium Osmańskiego.
- 1653 – I wojna angielsko-holenderska: rozpoczęła się bitwa morska pod Scheveningen.
- 1703 – Ukazało się pierwsze wydanie austriackiego dziennika „Wiener Zeitung”.
- 1709 – Portugalski duchowny i wynalazca Bartolomeu de Gusmão zaprezentował królowi Janowi V Wielkodusznemu swoje urządzenie latające z napędem śmigłowym.
- 1736 – Muhammad II ibn Ismail został sułtanem Maroka.
- 1741 – Szwecja wypowiedziała wojnę Rosji.
- 1779 – Erupcja Wezuwiusza.
- 1786 – Francuzi Jacques Balmat i Michel-Gabriel Paccard dokonali pierwszego wejścia na Mont Blanc, najwyższy szczyt Alp i Europy (4810 m n.p.m.)
- 1793 – Francuski Konwent Narodowy zakazał działalności wszystkich akademii.
- 1829 – Jules Armand de Polignac został premierem Królestwa Francji.
- 1842 – 6-osobowa wyprawa po raz pierwszy w historii zdobyła szczyt Lauteraarhorn w Alpach Berneńskich (4042 m n.p.m.)
- 1848 – Wiosna Ludów: w wyniku zbrojnego powstania Bolonia została wyzwolona spod okupacji austriackiej.
- 1849 – Yarmouth w amerykańskim stanie Maine uzyskało prawa miejskie.
- 1869:
  - Radivoje Milojković został premierem Księstwa Serbii.
  - Została założona Socjaldemokratyczna Partia Robotnicza Niemiec (SDAP).
- 1875 – Francuski astronom Prosper Henry odkrył planetoidę (148) Gallia.
- 1892 – Hirobumi Itō został po raz drugi premierem Japonii.
- 1900 – Na Międzynarodowym Kongresie Matematycznym w Paryżu David Hilbert przedstawił listę 23 nierozwiązanych problemów matematycznych.
- 1902 – Król Edward VII nadał statut Akademii Brytyjskiej.
- 1907 – Założono niemiecki klub piłkarski FC Augsburg.
- 1912:
  - 115 górników zginęło w eksplozji w kopalni węgla kamiennego w Gerthe (obecnie część miasta Bochum).
  - W wyniku przypadkowej eksplozji materiałów wybuchowych w pałacu prezydenckim w Port-au-Prince zginął prezydent Haiti Cicinnatus Leconte i kilkuset żołnierzy.
- 1914 – Poseł Wiktor Jaroński wygłosił w Dumie Państwowej deklarację o solidarności narodu polskiego z Rosją w jej walce z Niemcami.
- 1918 – I wojna światowa: rozpoczęła się bitwa pod Amiens.
- 1919:
  - Wojna polsko-bolszewicka: wojska polskie zdobyły Mińsk.
  - W Rawalpindi zawarto rozejm kończący III wojnę brytyjsko-afgańską.
- 1922 – W Tokio założono wydawnictwo Shōgakukan.
- 1923 – W Waszyngtonie rozpoczęły się uroczystości pogrzebowe zmarłego 2 sierpnia w San Francisco urzędującego prezydenta USA Warrena Hardinga, po których trumna z jego ciałem została przewieziona pociągiem do Marion w rodzinnym Ohio i tam pochowana 10 sierpnia.
- 1927 – W Manili założono pierwszą filipińską giełdę papierów wartościowych.
- 1929 – Niemiecki sterowiec LZ 127 Graf Zeppelin rozpoczął lot dookoła świata (zakończony 29 sierpnia).
- 1936 – Utworzono najstarszy indyjski Park Narodowy Jima Corbetta.
- 1940 – Zwodowano japoński pancernik „Yamato”.
- 1941:
  - Front wschodni: zakończyła się bitwa o Humań; początek obrony Odessy.
  - W nocy z 7 na 8 sierpnia bombowce DB-3 dokonały pierwszego radzieckiego nalotu bombowego na Berlin[3].
  - Wszedł do służby japoński lotniskowiec „Shōkaku”.
- 1942:
  - Bitwa o Atlantyk: u południowego wybrzeża Grenlandii niemiecki okręt podwodny U-379 został uszkodzony bombami głębinowymi, a po przymusowym wynurzeniu ostrzelany, staranowany i zatopiony przez brytyjską korwetę HMS „Dianthus”, w wyniku czego zginęło 35 spośród 40 członków załogi.
  - Premiera filmu animowanego Bambi.
  - W Waszyngtonie stracono na krześle elektrycznym 6 niedoszłych niemieckich sabotażystów.
- 1943 – Do uzbrojenia Armii Czerwonej został przyjęty czołg ciężki IS-1.
- 1945:
  - Podpisano porozumienie londyńskie powołujące Międzynarodowy Trybunał Wojskowy w Norymberdze.
  - ZSRR wypowiedział wojnę Japonii (operacja kwantuńska).
- 1946:
  - Dokonano oblotu amerykańskiego bombowca Convair B-36 Peacemaker.
  - W Bułgarii zniesiono monarchię.
- 1947 – Przyjęto flagę Pakistanu.
- 1949 – W Dardżyling Bhutan i Indie zawarły traktat wiecznego pokoju i przyjaźni przewidujący, że Indie będą odpowiadać za stosunki zewnętrzne Bhutanu bez ingerowania w sprawy wewnętrzne.
- 1956 – W katastrofie w kopalni w belgijskim Marcinelle zginęło 262 górników, w tym m.in. 136 Włochów i 8 Polaków.
- 1960 – Kasai Południowe ogłosiło secesję od Demokratycznej Republika Konga.
- 1961 – Wszedł do służby amerykański okręt podwodny z napędem jądrowym USS „Ethan Allen”.
- 1963:
  - Na trasie Glasgow – Londyn w hrabstwie Buckinghamshire doszło do tzw. „napadu stulecia” na pociąg Royal Mail, z którego ukradziono łup o wartości ponad 2,6 miliona ówczesnych funtów.
  - Założono Afrykański Narodowy Związek Zimbabwe (ZANU).
- 1964 – Sformowano zespół akrobacyjny szwajcarskich sił powietrznych Patrouille Suisse.
- 1967 – Założono Stowarzyszenie Narodów Azji Południowo-Wschodniej (ASEAN).
- 1969 – W kilku pociągach w Mediolanie eksplodowały bomby podłożone przez skrajnie prawicowych terrorystów.
- 1974 – Wskutek afery Watergate prezydent USA Richard Nixon ogłosił swoje ustąpienie ze stanowiska z dniem 9 sierpnia.
- 1975 – W wyniku powodzi wywołanej tajfunem została przerwana chińska tama Banqiao i 61 mniejszych tam, w wyniku czego zginęło około 26 tysięcy osób.
- 1977 – Deorbitacja i spłonięcie w atmosferze stacji kosmicznej Salut 5.
- 1978 – Została wystrzelona amerykańska sonda Pioneer Venus 2.
- 1983 – W wojskowym zamachu stanu został obalony dyktator Gwatemali gen. Efraín Ríos Montt.
- 1985 – Papież Jan Paweł II rozpoczął 27. podróż apostolską do sześciu krajów afrykańskich.
- 1988:
  - W Birmie wybuchło tzw. „powstanie 8888”, krwawo stłumione przez wojsko.
  - Wojny w Angoli i Namibii: Angola, Kuba i Republika Południowej Afryki podpisały w Genewie porozumienie rozejmowe.
- 1989:
  - Rozpoczęła się tajna misja wojskowa STS-28 wahadłowca Columbia.
  - Został wystrzelony europejski satelita Hipparcos, który wyznaczył odległości do ponad 2,5 miliona gwiazd.
- 1990 – Kuwejt został oficjalnie zaanektowany przez Irak.
- 1992 – Podpisano porozumienie o wycofaniu wojsk radzieckich z Litwy do 31 sierpnia 1993 roku.
- 1993 – Został aresztowany włoski mafioso i zabójca dwojga dzieci Luigi Chiatti („potwór z Foligno”).
- 1994 – Otwarto pierwsze izraelsko-jordańskie przejście graniczne.
- 1995 – Z Iraku do Jordanii uciekły dwie najstarsze córki Saddama Husajna wraz z zajmującymi wysokie stanowiska w armii mężami.
- 2000:
  - Jeden z pierwszych okrętów podwodnych, amerykański „H.L. Hunley”, został wydobyty na powierzchnię po 136 latach od zatopienia.
  - W zamachu bombowym w przejściu podziemnym na Placu Puszkina w Moskwie zginęło 13 osób, a 118 zostało rannych.
- 2001 – Została wystrzelona amerykańska sonda Genesis, mającą zebrać i dostarczyć na Ziemię próbki wiatru słonecznego.
- 2002 – 23 osoby zginęły, a 11 zostało rannych w katastrofie samolotu Embraer 120 w brazylijskim Rio Branco.
- 2003 – Podczas zawodów w Tule, reprezentantka Rosji Julija Pieczonkina ustanowiła rekord świata w biegu na 400 metrów przez płotki (52,34 s).
- 2007:
  - Rozpoczęła się misja STS-118 wahadłowca Endeavour.
  - Xanana Gusmão został premierem Timoru Wschodniego.
- 2008:
  - W czeskiej Studénce pociąg EuroCity relacji Kraków – Praga uderzył w zawalony w trakcie remontu wiadukt. Zginęło 7 osób, a 67 zostało rannych.
  - W nocy z 7 na 8 sierpnia wojska gruzińskie zaatakowały Cchinwali, stolicę separatystycznej Osetii Południowej, w odpowiedzi na jej terytorium wkroczyły rosyjskie oddziały pancerne, a lotnictwo dokonało ataków na gruzińskie pozycje w Osetii i bazy lotnicze w Gruzji.
  - W Pekinie rozpoczęły się XXIX Letnie Igrzyska Olimpijskie.
- 2010 – Lawina błotna w Gansu w Chinach zabiła 1471 osób, a kolejne 294 uznano za zaginione.
- 2011 – Yingluck Shinawatra objęła urząd premiera Tajlandii.
- 2014:
  - Amerykańskie lotnictwo rozpoczęło bombardowania pozycji dżihadystów z Państwa Islamskiego na terytorium Iraku.
  - Były premier z czasów rządów Czerwonych Khmerów Khieu Samphan został skazany na dożywotnie pozbawienie wolności za zbrodnie przeciwko ludzkości, złamanie Konwencji Genewskiej z 1949 r. i ludobójstwo przez Nadzwyczajną Izbę Sądu Kambodży.
- 2017 – 25 osób zginęło, a 525 zostało rannych w trzęsieniu ziemi w chińskiej prowincji Syczuan.
- 2020 – 11 osób zginęło, a 10 odniosło obrażenia w wyniku podpalenia mieszkania (w trakcie imprezy urodzinowej) na 11. piętrze wieżowca w czeskim Boguminie. 55-letni podpalacz, spokrewniony z częścią ofiar, został aresztowany.
- 2021 – W Tokio zakończyły się XXXII Letnie Igrzyska Olimpijskie.
- 2023:
  - Ali Lamine Zeine został premierem Nigru.
  - Geraldo Martins został premierem Gwinei Bissau.
- 2024 – Muhammad Yunus został premierem Bangladeszu.

## Urodzili się
- 1079 – Horikawa, cesarz Japonii (zm. 1107)
- 1306 – Rudolf II Wittelsbach, hrabia Palatynatu Reńskiego (zm. 1353)
- 1582 – Ciriaco Rocci, włoski kardynał, nuncjusz apostolski (zm. 1651)
- 1602 – Gilles de Roberval, francuski matematyk, wykładowca akademicki (zm. 1675)
- 1605 – Cæcilius Calvert, angielski arystokrata, kolonizator (zm. 1675)
- 1632 – (data chrztu) Johann Karl Loth, niemiecki malarz, rysownik (zm. 1698)
- 1646 – Godfrey Kneller, angielski malarz pochodzenia niemieckiego (zm. 1723)
- 1669 – Albert Ernest II, ostatni książę Oettingen (zm. 1731)
- 1689 – Václav Vavřinec Reiner, czeski malarz, rysownik, twórca fresków (zm. 1743)
- 1694 – Francis Hutcheson, irlandzki filozof (zm. 1746)
- 1709:
  - Ernest Ludwik II, książę Saksonii-Meiningen (zm. 1729)
  - Johann Georg Gmelin, niemiecki przyrodnik, badacz Syberii (zm. 1755)
  - Ietsugu Tokugawa, japoński siogun (zm. 1716)
- 1731 – Johann August Schlettwein, niemiecki ekonomista, pisarz (zm. 1802)
- 1732 – Johann Christoph Adelung, niemiecki bibliotekarz, leksykograf, germanista (zm. 1806)
- 1736 – Lorenzo Baldissera Tiepolo, włoski malarz, grafik (zm. 1776)
- 1742 – Teofila Strzeżysława z Jabłonowskich Sapieżyna, krajczyna litewska, działaczka konfederacji barskiej, pamiętnikarka, bibliofilka (zm. 1816)
- 1746 – Hieronymus van Alphen, holenderski polityk, prozaik, poeta (zm. 1803)
- 1748 – Johann Friedrich Gmelin, niemiecki botanik, entomolog, naturalista (zm. 1804)
- 1755 – Pedro de Alcántara Téllez-Girón, hiszpański arystokrata, działacz oświeceniowy (zm. 1807)
- 1758 – Friedrich Georg Weitsch, niemiecki malarz (zm. 1828)
- 1763:
  - Charles Bulfinch, amerykański architekt (zm. 1844)
  - Warłaam (Eristawi), gruziński biskup prawosławny (zm. 1830)
- 1772 – Heinrich Karl Eichstädt, niemiecki filolog klasyczny (zm. 1848)
- 1784 – Alban de Villeneuve-Bargemont, francuski ekonomista, polityk (zm. 1850)
- 1788 – Wawrzyniec Mikulski, polski kupiec, inwestor (zm. 1849)
- 1790 – Ferenc Kölcsey, węgierski poeta (zm. 1838)
- 1794 – Robert Nelson, kanadyjski lekarz, powstaniec (zm. 1873)
- 1797 – Joseph Nicolas Robert-Fleury, francuski malarz (zm. 1890)
- 1799 – Nathaniel Palmer, amerykański kapitan, odkrywca, badacz Antarktydy (zm. 1877)
- 1809 – Ljudevit Gaj, chorwacki polityk, poeta (zm. 1872)
- 1813 – Franciszka Kinsky von Wchinitz und Tettau, księżna Liechtensteinu (zm. 1881)
- 1818 – Joseph Roumanille, francuski poeta, wydawca (zm. 1891)
- 1823 – Augustin Théodule Ribot, francuski malarz, grafik (zm. 1891)
- 1824:
  - Maria Aleksandrowna, caryca Rosji (zm. 1880)
  - William Pinkney Whyte, amerykański polityk (zm. 1908)
- 1831 – Wawrzyniec Lewandowski, polski duchowny katolicki, uczestnik powstania styczniowego (zm. 1864)
- 1832 – Jerzy I Wettyn, król Saksonii (zm. 1904)
- 1834 – Jurij Fedkowycz, bukowiński pisarz (zm. 1888)
- 1836 – Antoni Kocyan, polski leśnik, ornitolog, teriolog (zm. 1916)
- 1838 – Henryk Redlich, polski grafik, malarz (zm. 1884)
- 1839 – Nelson Miles, amerykański generał (zm. 1925)
- 1844 – Wawrzyniec Hajda, polski górnik, działacz ludowy, poeta (zm. 1923)
- 1846 – Jakub Hertz, polski przedsiębiorca, filantrop pochodzenia żydowskiego (zm. 1929)
- 1848 – Henry Jenner, kornwalijski działacz społeczny i kulturalny, językoznawca (zm. 1934)
- 1849:
  - Roger Łubieński, polski przemysłowiec, podróżnik, polityk (zm. 1930)
  - Roman Vetulani, polski nauczyciel gimnazjalny (zm. 1906)
  - Wiera Zasulicz, rosyjska marksistka, rewolucjonistka, pisarka (zm. 1919)
- 1850 – Witold Korytowski, polski prawnik, polityk austro-węgierski (zm. 1923)
- 1851 – George Turner, australijski polityk (zm. 1916)
- 1857:
  - Cécile Chaminade, francuska pianistka, kompozytorka (zm. 1944)
  - Henry Fairfield Osborn, amerykański geolog, paleontolog (zm. 1935)
- 1858 – Václav Alois Jung, czeski prozaik, poeta, tłumacz, leksykograf (zm. 1927)
- 1861 – William Bateson, brytyjski genetyk (zm. 1926)
- 1864 – Cyryl Danielewski, polski dramaturg, komediopisarz, librecista operetkowy, aktor, literat, działacz kulturalno-społeczny (zm. 1923)
- 1865 – Robert Haab, szwajcarski polityk, prezydent Szwajcarii (zm. 1939)
- 1866 – Matthew Henson, amerykański podróżnik, odkrywca (zm. 1955)
- 1867 – Franciszek Front-Dobija, polsko-amerykański lekarz, filantrop (zm. 1932)
- 1870 – Adolf Albrecht Friedländer, austriacki neurolog, psychiatra (zm. 1949)
- 1874 – George Banker, amerykański kolarz torowy (zm. 1917)
- 1875:
  - Bolesław Grodziecki, polski działacz gospodarczy, polityk, minister aprowizacji (zm. 1960)
  - Artur da Silva Bernardes, brazylijski polityk, prezydent Brazylii (zm. 1955)
- 1876:
  - Pat McCarran, amerykański polityk, senator (zm. 1954)
  - Varghese Payyappilly Palakkappilly, indyjski duchowny katolicki obrządku syromalabarskiego, czcigodny Sługa Boży (zm. 1929)
- 1877 – Aleksandr Chanżonkow, ukraiński przedsiębiorca, producent, reżyser i scenarzysta filmowy (zm. 1945)
- 1879:
  - Robert Holbrook Smith, amerykański chirurg (zm. 1950)
  - Hisaichi Terauchi, japoński marszałek polny (zm. 1946)
  - Emiliano Zapata, meksykański rewolucjonista (zm. 1919)
- 1880 – Earle Page, australijski polityk, premier Australii (zm. 1961)
- 1881:
  - Ewald von Kleist, niemiecki feldmarszałek (zm. 1954)
  - Juliusz Kłos, polski architekt, historyk architektury, wykładowca akademicki (zm. 1933)
  - Bonawentura Lenart, polski grafik, liternik, konserwator, pedagog (zm. 1973)
- 1882 – Władysław Starewicz, polski reżyser filmowy, animator, pionier animowanego filmu lalkowego (zm. 1965)
- 1883 – Kristoffer Olsen, norweski żeglarz sportowy (zm. 1948)
- 1884:
  - Cwjatko Boboszewski, bułgarski prawnik, polityk (zm. 1952)
  - Jan Wałach, polski grafik, malarz, rzeźbiarz, drzeworytnik (zm. 1979)
- 1887:
  - Malcolm Keen, brytyjski aktor (zm. 1970)
  - (lub 17 lipca 1888) Samuel Agnon, izraelski pisarz, laureat Nagrody Nobla (zm. 1970)
- 1888:
  - Wawrzyniec Chorembalski, polski malarz (zm. 1965)
  - Thorsten Grönfors, szwedzki tenisista, żeglarz sportowy (zm. 1968)
  - Hans von Rosen, szwedzki jeździec sportowy (zm. 1952)
- 1889:
  - Friedrich Iwan, niemiecki malarz, grafik (zm. 1967)
  - Hans Walter, szwajcarski wioślarz (zm. 1967)
- 1890 – Jak Bushati, albański duchowny katolicki, więzień sumienia, błogosławiony (zm. 1949)
- 1892:
  - Wall Doxey, amerykański polityk, senator (zm. 1962)
  - Pichichi, hiszpański piłkarz (zm. 1922)
  - Stanisław Wolicki, polski malarz, aktor, reżyser, polityk, poseł na Sejm RP (zm. 1963)
- 1893 – Antoni Lanckoroński, polski ziemianin, działacz społeczny (zm. 1965)
- 1895 – Jean Navarre, francuski pilot wojskowy, as myśliwski (zm. 1919)
- 1896 – Marjorie Kinnan Rawlings, amerykańska pisarka (zm. 1953)
- 1897 – Stefan Śledziński, polski major kapelmistrz, muzykolog, pedagog (zm. 1986)
- 1899:
  - Aleksander Kawałkowski, polski kapitan, historyk, dyplomata (zm. 1965)
  - Gustaw Leyding-Mielecki, polski historyk, dziennikarz, działacz narodowy na Mazurach (zm. 1974)
  - Dmitrij Nikitin, radziecki funkcjonariusz służb specjalnych, generał major, polityk (zm. 1969)
  - Stanisław Sielański, polski aktor (zm. 1955)
  - Victor Young, amerykański kompozytor muzyki filmowej pochodzenia żydowskiego (zm. 1956)
- 1900:
  - Wacław Brzeziński, polski prawnik, wykładowca akademicki (zm. 1987)
  - Robert Siodmak, niemiecki reżyser filmowy pochodzenia żydowskiego (zm. 1973)
- 1901:
  - Nina Bierbierowa, rosyjska pisarka, historyk, działaczka emigracyjna (zm. 1993)
  - Władysław Herman, polski zootechnik, wykładowca akademicki (zm. 1981)
  - Ernest Lawrence, amerykański fizyk, wykładowca akademicki, laureat Nagrody Nobla (zm. 1958)
  - Mieczysław Piszczkowski, polski historyk literatury polskiej, wykładowca akademicki (zm. 1981)
- 1902:
  - Paul Dirac, brytyjski fizyk teoretyk, wykładowca akademicki, laureat Nagrody Nobla (zm. 1984)
  - Sașa Pană, rumuński poeta, eseista, prozaik, publicysta (zm. 1981)
- 1903:
  - Mahmud al-Muntasir, libijski polityk, premier Libii (zm. 1970)
  - Wilhelmina Stec-Rouppertowa, polska botanik, mykolog, fitopatolog (zm. 1988)
  - Nikołaj Szengiełaja, gruziński reżyser i scenarzysta filmowy (zm. 1944)
  - Julie Vlasto, francuska tenisistka (zm. 1985)
- 1904:
  - Paweł Cierpioł, polski policjant, żołnierz AK (zm. prawd. 1947)
  - Ciriaco Errasti, hiszpański piłkarz (zm. 1984)
  - Václav Morávek, czechosłowacki oficer, uczestnik ruchu oporu (zm. 1942)
  - István Szelényi, węgierski kompozytor, pianista (zm. 1972)
  - Achille Varzi, włoski motocyklista i kierowca wyścigowy (zm. 1948)
  - Michał Walicki, polski historyk sztuki (zm. 1966)
- 1905:
  - André Jolivet, francuski kompozytor, dyrygent (zm. 1974)
  - Siegfried Lerdon, niemiecki florecista, szpadzista (zm. 1964)
- 1907 – Benny Carter, amerykański muzyk jazzowy (zm. 2003)
- 1908:
  - Emilio Flores Márquez, portorykański superstulatek, najstarszy mężczyzna na świecie (zm. 2021)
  - Chivu Stoica, rumuński polityk komunistyczny, przewodniczący Rady Państwa (zm. 1975)
- 1909:
  - Charles Lyttelton, brytyjski arystokrata, krykiecista, polityk (zm. 1977)
  - Karol Nodzeński, polski porucznik piechoty (zm. 2004)
- 1910:
  - Maria Burska-Przybora, polska śpiewaczka operowa (sopran liryczny) (zm. 2009)
  - Róbert Kubín, słowacki taternik (zm. 1980)
  - Jim Murphy, walijski piłkarz, trener (zm. 1989)
  - Sylvia Sidney, amerykańska aktorka (zm. 1999)
  - John Yudkin, brytyjski fizjolog, specjalista żywienia (zm. 1995)
- 1911
  - Helena Gałkowska, polska artystka, projektantka tkanin (zm. 1992)
  - Wadim Jurkiewicz, polski artysta fotograf (zm. 1962)
- 1912:
  - Jacques Bergier, francuski alchemik, szpieg, dziennikarz, pisarz (zm. 1978)
  - Erik Bertelsen, duński ichtiolog (zm. 1993)
  - Roman Kaczmarek, polski historyk, archiwista (zm. 1985)
  - Fritz Langner, niemiecki piłkarz, trener (zm. 1998)
  - Daniel Mann, amerykański reżyser filmowy pochodzenia żydowskiego (zm. 1991)
- 1913 – Władysław Jania, polski rzeźbiarz (zm. 2008)
- 1914 – Tadeusz Dulny, polski kleryk, błogosławiony (zm. 1942)
- 1915:
  - Halina Ekier, polska pianistka (zm. 1962)
  - María Rostworowski, peruwiańska historyk pochodzenia polskiego (zm. 2016)
- 1916 – Shigeo Arai, japoński pływak (zm. 1944)
- 1917:
  - Earl Cameron, brytyjski aktor (zm. 2020)
  - Finn Methling, duński dramaturg (zm. 2010)
- 1919:
  - Dino De Laurentiis, włoski producent filmowy (zm. 2010)
  - Samuel Goddard, amerykański polityk (zm. 2006)
- 1920:
  - Marino Di Teana, włoski rzeźbiarz, malarz, architekt, urbanista, filozof (zm. 2012)
  - Jerónimo Podestá, argentyński duchowny katolicki, biskup Avellanedy (zm. 2000)
  - Stanisław Woźniak, polski piłkarz (zm. 1982)
- 1921:
  - Webb Pierce, amerykański piosenkarz country (zm. 1991)
  - Ermanno Pignatti, włoski sztangista (zm. 1995)
  - Esther Williams, amerykańska pływaczka, aktorka (zm. 2013)
- 1922:
  - Alberto Granado, argentyński pisarz (zm. 2011)
  - Adam Włodek, polski poeta, krytyk literacki, tłumacz (zm. 1986)
- 1923 – Antonio Quarracino, argentyński duchowny katolicki, arcybiskup Buenos Aires, kardynał (zm. 1998)
- 1924:
  - Gilmour Boa, kanadyjski strzelec sportowy (zm. 1973)
  - Sidney Boldt-Christmas, szwedzki żeglarz sportowy (zm. 2016)
  - Gene Deitch, amerykański reżyser filmów animowanych (zm. 2020)
- 1925:
  - Alija Izetbegović, bośniacki polityk, prezydent Bośni i Hercegowiny (zm. 2003)
  - Janusz Kowalski, polski architekt, dziennikarz, regionalista (zm. 2017)
  - Bolesław Winiarski, polski ekonomista, wykładowca akademicki (zm. 2008)
- 1926:
  - Richard Anderson, amerykański aktor (zm. 2017)
  - Henryk Rot, polski prawnik, polityk, senator RP (zm. 1995)
  - Horia Stancu, rumuński pisarz (zm. 1983)
- 1927:
  - Swiatosław Fiodorow, rosyjski okulista (zm. 2000)
  - Jurij Kazakow, rosyjski pisarz (zm. 1982)
  - Giuseppe Moioli, włoski wioślarz (zm. 2025)
  - James Howard Weaver, amerykański polityk (zm. 2020)
- 1928:
  - Besa Imami, albańska aktorka (zm. 2014)
  - Nina Mieńszykowa, rosyjska aktorka (zm. 2007)
  - François Remetter, francuski piłkarz (zm. 2022)
- 1929:
  - Łarisa Bogoraz, rosyjska działaczka opozycyjna (zm. 2004)
  - Luis García Meza Tejada, boliwijski wojskowy, polityk, prezydent Boliwii (zm. 2018)
  - Sabri Godo, albański polityk, dziennikarz, pisarz, scenarzysta (zm. 2011)
  - Josef Mikl, austriacki malarz, grafik (zm. 2008)
- 1931:
  - Édouard Luntz, francuski reżyser i scenarzysta filmowy (zm. 2009)
  - Roger Penrose, brytyjski fizyk, matematyk
  - Marian Tobolski, polski lekarz, polityk, poseł na Sejm PRL (zm. 2016)
- 1932:
  - Andrzej Ehrenfeucht, amerykański matematyk pochodzenia polskiego
  - Czesław Lasota, polski aktor (zm. 2021)
  - Alfons Nossol, polski duchowny katolicki, biskup opolski, arcybiskup ad personam
  - Alessandro Plotti, włoski duchowny katolicki, arcybiskup Pizy (zm. 2015)
- 1933:
  - Krzysztof Sylwanowicz, polski operator filmowy (zm. 2018)
  - Wojciech Szczeciński, polski koszykarz
- 1934:
  - Cláudio Hummes, brazylijski duchowny katolicki, arcybiskup São Paulo, kardynał (zm. 2022)
  - Antonio Vacca, włoski duchowny katolicki, biskup Alghero-Bosa (zm. 2020)
- 1935:
  - Donald P. Bellisario, amerykański aktor, reżyser i scenarzysta filmowy pochodzenia włosko-serbskiego
  - János Fürst, węgierski dyrygent, koncertmistrz (zm. 2007)
  - Arquímedes Herrera, wenezuelski lekkoatleta, sprinter (zm. 2013)
  - Jurij Jariomienko, rosyjski ekonomista, wykładowca akademicki (zm. 1996)
  - Lech Kłosiewicz, polski architekt, konserwator zabytków, architekt wnętrz, wykładowca akademicki (zm. 2016)
  - Danuta Kopertowska, polska językoznawczyni, wykładowczyni akademicka (zm. 2010)
  - Ryszard Tomczuk, polski artysta fotograf (zm. 2002)
- 1936:
  - Benedetta Bianchi Porro, włoska błogosławiona (zm. 1964)
  - Zyta Borkowska, polska polityk, poseł na Sejm PRL (zm. 2000)
  - Andrzej Chodakowski, polski inżynier, reżyser filmowy, dyplomata
  - Henry Loubscher, południowoafrykański bokser
  - Jan Pieńkowski, polski ilustrator i autor książek i komiksów dla dzieci (zm. 2022)
  - Marie-Claude Vayssade, francuska prawnik, działaczka samorządowa, polityk, eurodeputowana (zm. 2020)
- 1937:
  - Italo Galbiati, włoski trener piłkarski (zm. 2023)
  - Dustin Hoffman, amerykański aktor, reżyser i producent filmowy pochodzenia żydowskiego
  - Bruno Lauzi, włoski piosenkarz, kompozytor, poeta, artysta kabaretowy, autor tekstów piosenek (zm. 2006)
  - Adam Roarke, amerykański aktor, reżyser filmowy i telewizyjny (zm. 1996)
  - Bent Wolmar, duński piłkarz (zm. 2024)
- 1938:
  - Maurus Muldoon, amerykański duchowny katolicki, biskup Juticalpa (zm. 2024)
  - Connie Stevens, amerykańska aktorka
- 1939:
  - Michael Driscoll, amerykański duchowny katolicki, biskup Boise (zm. 2017)
  - Denny Moyer, amerykański bokser (zm. 2010)
  - Viorica Viscopoleanu, rumuńska lekkoatletka, skoczkini w dal
- 1940:
  - Zygmunt Czyż, polski malarz, grafik, rysownik, witrażysta, projektant (zm. 2003)
  - Just Jaeckin, francuski reżyser, scenarzysta i producent filmowy (zm. 2022)
  - Bernd Martin, niemiecki historyk, wykładowca akademicki
  - Dennis Tito, amerykański przedsiębiorca, turysta kosmiczny
  - Dragutin Šahović, serbski szachista (zm. 2005)
  - Petyr Weliczkow, bułgarski piłkarz (zm. 1993)
- 1941:
  - Renate Blank, niemiecka polityk (zm. 2021)
  - Earl Boen, amerykański aktor (zm. 2023)
  - José Geraldo da Cruz, brazylijski duchowny katolicki, biskup Juazeiro (zm. 2022)
  - Jacques Behnan Hindo, syryjski duchowny katolicki obrządku syryjskiego, arcybiskup Hassake-Nisibi (zm. 2021)
  - Andrzej Jocz, polski rzeźbiarz, malarz, rysownik (zm. 2019)
  - George Tiller, amerykański ginekolog (zm. 2009)
  - Jerzy Zimowski, polski prawnik, adwokat, polityk, poseł na Sejm kontraktowy, działacz „Solidarności” (zm. 2007)
- 1942:
  - Edward Fender, polski saneczkarz (zm. 2021)
  - Tatiana Gierek, polska laryngolog (zm. 2017)
  - U Tong Ch'ŭk, północnokoreański generał, polityk
- 1943:
  - Esma Redżepowa, macedońska piosenkarka, kompozytorka (zm. 2016)
  - Mario Tassone, włoski prawnik, polityk
- 1944:
  - Peter Biziou, brytyjski operator filmowy
  - Brooke Bundy, amerykańska aktorka
  - Antonio Cerda, hiszpański kolarz szosowy i torowy
- 1945:
  - Tadeusz Kilian, polski adwokat, polityk, poseł na Sejm RP
  - Tadeusz Samborski, polski dziennikarz, dyplomata, polityk, poseł na Sejm RP
- 1946:
  - Václav Benda, czeski polityk (zm. 1999)
  - Jean-Claude Désir, haitański piłkarz
  - Ralph Gonsalves, polityk z Saint Vincent i Grenadyn, premier
  - Juan Pons, hiszpański śpiewak operowy (baryton)
  - Dariusz Rosati, polski ekonomista, polityk, minister spraw zagranicznych, poseł na Sejm RP i eurodeputowany pochodzenia włoskiego
  - Edward T. Schafer, amerykański polityk
  - Dragutin Šurbek, chorwacki tenisista stołowy (zm. 2018)
- 1947:
  - Maria Jakóbik, polska trenerka pływania (zm. 2017)
  - Gonzalo Restrepo Restrepo, kolumbijski duchowny katolicki, arcybiskup Manizales
  - Peter Stewart, brytyjski lekkoatleta, średnio- i długodystansowiec
  - Hans-Joachim Wolf, niemiecka ofiara muru berlińskiego (zm. 1964)
- 1948:
  - Tibor Cservenyák, węgierski piłkarz wodny
  - Akira Matsunaga, japoński piłkarz
  - Givanildo Oliveira, brazylijski piłkarz, trener
  - Swietłana Sawicka, radziecka pilotka, kosmonautka, polityk
  - Stanisław Wolski, polski aktor (zm. 2021)
- 1949:
  - Keith Carradine, amerykański aktor, kompozytor, malarz
  - Ryszard Knosala, polski inżynier, polityk, poseł na Sejm i senator RP
  - Grażyna Ojrzyńska, polska architektka krajobrazu, urbanistka
  - Anatolij Zinczenko, radziecki piłkarz, trener
- 1950:
  - Martine Aubry, francuska polityk
  - Francis Demarthon, francuski lekkoatleta, sprinter
  - Willie Hall, amerykański perkusista, członek zespołu The Blues Brothers
  - Tor Egil Johansen, norweski piłkarz
  - Lucjan Lis, polski kolarz szosowy (zm. 2015)
  - Mutulu Shakur, amerykański przestępca (zm. 2023)
- 1951:
  - Czesław Borodziej, polski lekkoatleta, oszczepnik (zm. 2014)
  - Martin Brest, amerykański aktor, reżyser, producent i scenarzysta filmowy
  - Louis van Gaal, holenderski piłkarz, trener
  - Marek Kasprzyk, polski lekkoatleta, chodziarz (zm. 2017)
  - Mamoru Oshii, japoński reżyser i scenarzysta filmowy
- 1952:
  - Dimitrije Bużarowski, macedoński dyrygent, kompozytor, muzykolog
  - Jostein Gaarder, norweski pisarz
  - Kieran O’Reilly, irlandzki duchowny katolicki, arcybiskup Cashel i Emly
  - Stanislav Seman, słowacki piłkarz, bramkarz
- 1953:
  - Lloyd Austin, amerykański generał, polityk
  - Rolf Beilschmidt, niemiecki lekkoatleta, skoczek wzwyż
  - Iwona Domaszewicz, polska aktorka
  - Gordana Kosanović, serbska aktorka (zm. 1986)
  - Nigel Mansell, brytyjski kierowca wyścigowy Formuły 1
  - Don Most, amerykański aktor
  - Iskra Welinowa, bułgarska wioślarka
- 1954:
  - Eusebio Elizondo, amerykański duchowny katolicki, biskup pomocniczy Seattle pochodzenia meksykańskiego
  - Finnur Ingólfsson, islandzki polityk
  - Tomasz Kuszewski, polski ekonomista, wykładowca akademicki
  - Dragiša Pešić, czarnogórski ekonomista, polityk, premier Jugosławii (zm. 2016)
- 1955:
  - Jayne Bentzen, amerykańska aktorka
  - Tony DiLeo, amerykański koszykarz, trener
  - Hanna Mikuć, polska aktorka
  - Barbara Petzold, niemiecka biegaczka narciarska
  - Herbert Prohaska, austriacki piłkarz, trener
  - Branscombe Richmond, amerykański aktor
  - Halina Walentowicz, polska filozof
- 1956:
  - Jorge Larrañaga, urugwajski prawnik, polityk, burmistrz departamentu Paysandú (zm. 2021)
  - Rui Moreira, portugalski przedsiębiorca, samorządowiec, burmistrz Porto
  - Miloš Šestić, serbski piłkarz
  - Katarzyna Turaj-Kalińska, polska pisarka, publicystka
- 1957:
  - Hervé Dubuisson, francuski koszykarz, trener
  - Filaret (Mićević), serbski biskup prawosławny
  - Roberto Rojas, chilijski piłkarz, bramkarz
  - Andrzej Siemieniewski, polski duchowny katolicki, biskup legnicki
  - Carlos Trucco, boliwijski piłkarz, bramkarz, trener pochodzenia argentyńskiego
- 1958:
  - Daniel Abineri, brytyjsko-australijski aktor, dramaturg, autor tekstów piosenek
  - Leszek Aleksandrzak, polski samorządowiec, polityk, poseł na Sejm RP
  - Harry Crosby, amerykański aktor
  - Chris Foreman, brytyjski gitarzysta, kompozytor, członek zespołu Madness
  - Rick Houenipwela, salomoński polityk, premier Wysp Salomona
  - Mauro Maur, włoski trębacz
  - Akihiro Nishimura, japoński piłkarz
  - Cecilia Roth, argentyńska aktorka
  - Nigel Spink, angielski piłkarz, bramkarz
- 1959:
  - Konstantin Awierjanow, rosyjski historyk, wykładowca akademicki
  - Anna Belousovová, słowacka nauczycielka, polityk
  - Jarosław Glinka, polski żużlowiec (zm. 2020)
  - Tomasz Hypki, polski inżynier lotnictwa, wydawca
  - Leonid Judasin, izraelski szachista, trener
  - Ronald Weigel, niemiecki lekkoatleta, chodziarz
- 1960:
  - Ralf König, niemiecki autor komiksów
  - Piotr Krutul, polski rolnik, samorządowiec, polityk, poseł na Sejm RP
  - Paolo Pezzi, włoski duchowny katolicki, arcybiskup metropolita Moskwy
- 1961:
  - Martin Callanan, brytyjski polityk
  - Ron Klain, amerykański prawnik, urzędnik państwowy
  - Andrzej Kremer, polski polityk, dyplomata, wiceminister spraw zagranicznych (zm. 2010)
  - Roza Lallemand, francuska szachistka pochodzenia koreańskiego (zm. 2008)
  - Andrzej Terej, polski producent filmowy, pilot rajdowy (zm. 2008)
  - The Edge, irlandzki muzyk, kompozytor, członek zespołu U2
- 1962:
  - Charmaine Crooks, kanadyjska lekkoatletka, sprinterka i biegaczka średniodystansowa
  - Urszula Demkow, polska lekarka, profesor nauk medycznych, podsekretarz stanu w Ministerstwie Zdrowia
  - Laura Elena de Esteban Martín, hiszpańska prawniczka, polityk
  - Kool Moe Dee, amerykański raper
  - Ralph Rieckermann, niemiecki basista, członek zespołu Scorpions
  - Zsolt Semjén, węgierski teolog, socjolog, polityk
  - Oliver Stokowski, niemiecki aktor
- 1963:
  - Igor Łapszyn, białoruski lekkoatleta, trójskoczek
  - Emi Shinohara, japońska seiyū (zm. 2024)
  - Jon Turteltaub, amerykański reżyser i producent filmowy
- 1964:
  - Giuseppe Conte, włoski prawnik, polityk, premier Włoch
  - Klaus Ebner, austriacki prozaik, poeta
  - Nicolae Juravschi, mołdawski kajakarz, kanadyjkarz
  - Ildikó Keresztes, węgierska wokalistka, aktorka
  - Mira Lesmana, indonezyjska reżyserka i producentka filmowa
  - Krzysztof Maruszewski, polski profesor nauk chemicznych i biotechnologicznych
  - Elisabeta Tufan-Guzganu, rumuńska florecistka
- 1965:
  - El Hefe, amerykański gitarzysta, członek zespołu NOFX
  - Barbara Latos, polska lekkoatletka, płotkarka
  - Witold Słowik, polski menedżer, samorządowiec, urzędnik państwowy
- 1966:
  - Krzysztof Kotowski, polski dziennikarz, prozaik, poeta, scenarzysta
  - Patrice Lhôtellier, francuski florecista
- 1967:
  - Marcelo Balboa, amerykański piłkarz
  - Branko Brnović, czarnogórski piłkarz
  - Óscar Ibáñez, peruwiański piłkarz, bramkarz
  - Uche Okafor, nigeryjski piłkarz (zm. 2011)
  - Lee Unkrich, amerykański reżyser filmów animowanych
  - Władimir Wasiljew, rosyjski pisarz science fiction
- 1968:
  - Gheorghe Crețu, rumuński siatkarz, trener
  - Marco Grassi, szwajcarski piłkarz
  - Hiroshi Maeue, japoński seryjny morderca (zm. 2009)
  - Florin Prunea, rumuński piłkarz, bramkarz
- 1969:
  - Zdzisław Błaszczyk, polski duchowny katolicki, misjonarz, biskup pomocniczy Rio de Janeiro
  - Adrian Delia, maltański prawnik, działacz sportowy, polityk
  - Faye Wong, chińska aktorka, piosenkarka
  - Szymon Zychowicz, polski muzyk, wokalista, poeta
- 1970:
  - Magnus Andersson, szwedzki muzyk, kompozytor, wokalista, członek zespołów: Overflash, Marduk, Cardinal Sin, Allegiance, Dear Mutant, Pain i Sargatanas Reign
  - Pascal Duquenne, belgijski aktor
  - Rónald González, kostarykański piłkarz
  - José Francisco Molina, hiszpański piłkarz, bramkarz, trener
  - Eric Namesnik, amerykański pływak (zm. 2006)
  - Manfredas Žymantas, litewski lekarz, samorządowiec, polityk
- 1971:
  - Danny Danon, izraelski polityk
  - Marek Hućko, polski żużlowiec
  - Niina Koskela, fińska szachistka
  - Walerij Mińko, rosyjski piłkarz
  - Wojciech Widłak, polski kompozytor
- 1972:
  - Axel Merckx, belgijski kolarz szosowy
  - Viorel Moldovan, rumuński piłkarz
  - Lüpüs Thünder, amerykański gitarzysta, członek zespołu Bloodhound Gang
- 1973:
  - Morris East, filipiński bokser
  - Garth Joseph, dominicko-amerykański koszykarz
  - Tomasz Lorek, polski komentator sportowy
  - Laurent Sciarra, francuski koszykarz, trener
  - Scott Stapp, amerykański wokalista, członek zespołu Creed
- 1974:
  - Aneela, duńska piosenkarka pochodzenia indyjsko-pakistańskiego
  - Manjul Bhargava, kanadyjski matematyk, wykładowca akademicki pochodzenia indyjskiego
  - Anatolij Bondarenko, ukraiński przedsiębiorca, polityk
  - Thomas Dietsch, francuski kolarz górski
  - Marek Papszun, polski trener piłkarski
  - Marcin Pilis, polski pisarz
  - Kalistrat (Romanienko), rosyjski biskup prawosławny
- 1975:
  - Miho Adachi, japońska zapaśniczka
  - Samir Boughanem, marokański piłkarz
  - Ross Nicholson, nowozelandzki piłkarz, bramkarz
  - Marek Pęk, polski prawnik, polityk, senator RP
  - Makoto Tanaka, japoński piłkarz
  - Christian Yantani Garces, chilijski wioślarz
- 1976:
  - Tawny Cypress, amerykańska aktorka
  - Urs Eiselin, szwajcarski snowboardzista
  - Olivier Monterrubio, francuski piłkarz
- 1977:
  - Kunle Adejuyigbe, nigeryjski lekkoatleta, sprinter
  - Tommy Ingebrigtsen, norweski skoczek narciarski
  - Bianca Kappler, niemiecka lekkoatletka, skoczkini w dal
  - Daniel Moreira, francuski piłkarz pochodzenia portugalskiego
  - Biejbułat Musajew, rosyjski i białoruski zapaśnik
  - Szilárd Németh, słowacki piłkarz pochodzenia węgierskiego
  - Christian Oberstolz, włoski saneczkarz
  - Darwin Peña, boliwijski piłkarz
- 1978:
  - Dmitrij Bułankin, rosyjski żużlowiec
  - Piotr Cieśliński, polski samorządowiec, polityk, poseł na Sejm RP
  - Radek Kalod, czeski szachista
  - Alan Maybury, irlandzki piłkarz
  - Werica Nedeska, macedońska aktorka
  - Brent Rahim, trynidadzko-tobagijski piłkarz
  - Aleksiej Rastworcew, rosyjski piłkarz ręczny
  - Louis Saha, francuski piłkarz
  - Massamasso Tchangai, togijski piłkarz (zm. 2010)
  - Bertin Tomou, kameruński piłkarz
- 1979:
  - Oriol Elcacho, hiszpański model
  - Mary Faber, amerykańska aktorka
  - Danny Gabbidon, walijski piłkarz
  - Randy Holcomb, amerykański koszykarz
  - Daniel Huss, luksemburski piłkarz
  - Alaksandr Jurewicz, białoruski piłkarz
  - Azumi Kawashima, japońska aktorka pornograficzna
  - Rashard Lewis, amerykański koszykarz
  - Giorgi Lomaja, gruziński piłkarz, bramkarz
  - Sam Totman, brytyjski muzyk, kompozytor, członek zespołu DragonForce
- 1980:
  - Luca Agamennoni, włoski wioślarz
  - Siarhiej Amieljanczuk, białoruski piłkarz
  - Sabine Klaschka, niemiecka tenisistka
  - Victor Sintès, francuski florecista
  - Andra Staugaitienė, litewska koszykarka
- 1981:
  - Vanessa Amorosi, australijska piosenkarka
  - Roger Federer, szwajcarski tenisista
  - Meagan Good, amerykańska aktorka
  - José Ron, meksykański aktor
  - Milda Sauliūtė, litewska koszykarka
  - Harel Ska’at, izraelski piosenkarz
- 1982:
  - Viktor Fasth, szwedzki hokeista, bramkarz
  - David Florence, brytyjski kajakarz górski
  - Martyna Krawczyk, polska pływaczka
  - Yūta Watase, japoński skoczek narciarski
- 1983:
  - Ivana Đerisilo, serbska siatkarka
  - Marta Mika, polska piłkarka
  - Fausto Pinto, meksykański piłkarz
- 1984:
  - Kirk Broadfoot, szkocki piłkarz
  - Everton, brazylijski piłkarz
  - Ngasanya Ilongo, kongijski piłkarz
  - Jauhienij Kasztanau, białoruski hokeista, trener
  - Jakub Kruk, polski piłkarz ręczny, bramkarz
  - Norbert Michelisz, węgierski kierowca wyścigowy
  - Rusłan Solanyk, ukraiński piłkarz (zm. 2024)
- 1985:
  - Ferenc Berkes, węgierski szachista
  - Moses Chavula, malawijski piłkarz
  - Elisa Frisoni, włoska kolarka torowa
  - Witalij Jewstigniejew, kazachski piłkarz
  - Kai Kovaljeff, fiński skoczek narciarski, trener
  - Marinko Matošević, australijski tenisista pochodzenia chorwackiego
  - Ali Rehema, iracki piłkarz
  - Radwan asz-Szabbi, tunezyjski zapaśnik
  - Anita Włodarczyk, polska lekkoatletka, młociarka
- 1986:
  - Anton Awdiejew, rosyjski szpadzista
  - Kateryna Bondarenko, ukraińska tenisistka
  - Neri Cardozo, argentyński piłkarz
  - Kasper Hämäläinen, fiński piłkarz
  - Daniel Kachniarz, polski hokeista, bramkarz
- 1987:
  - Toby Flood, angielski rugbysta
  - Katie Leung, szkocka aktorka pochodzenia chińskiego
  - Tatjana Maria, niemiecka tenisistka
  - Carlyle Mitchell, trynidadzko-tobagijski piłkarz
- 1988:
  - Beatrycze, księżniczka Yorku
  - Salvatore Foti, włoski piłkarz
  - Danilo Gallinari, włoski koszykarz
  - Bruno Mezenga, brazylijski piłkarz
  - Agata Sobczyk, polska ekonomistka, polityk, wojewoda wielkopolska
  - Laura Slade Wiggins, amerykańska aktorka
  - Xu Yifan, chińska tenisistka
- 1989:
  - Tala Al-Deen, niemiecka aktorka
  - Natalia Chudzik, polska piłkarka
  - Zuzanna Efimienko-Młotkowska, polska siatkarka
  - Scotty Hopson, amerykański koszykarz
  - Dener Jaanimaa, estoński piłkarz ręczny
  - Sesił Karatanczewa, bułgarsko-kazachska tenisistka
  - Karol Kłos, polski siatkarz
  - Lee Yi-ping, tajwańska siatkarka
  - Bilel Ben Messaoud, tunezyjski piłkarz
  - Nikola Mijailović, serbski siatkarz
  - Hannah Miley, brytyjska pływaczka
  - Takuya Murayama, japoński piłkarz
  - Anthony Rizzo, amerykański baseballista
  - Taras Stepanenko, ukraiński piłkarz
  - Jay Threatt, amerykański koszykarz
  - Marija Vrsaljko, chorwacka koszykarka
- 1990:
  - Vladimír Darida, czeski piłkarz
  - Magnus Wolff Eikrem, norweski piłkarz
  - Abel Hernández, urugwajski piłkarz
  - Makenzie Leigh, amerykańska aktorka
  - Mari Molid, norweska piłkarka ręczna
  - Aleksandra Szwed, polska aktorka, piosenkarka, prezenterka telewizyjna, modelka, konferansjerka, projektantka mody pochodzenia nigeryjskiego
- 1991:
  - Jessica Dulęba, kanadyjsko-polska koszykarka
  - Ludmiła Jeriomina, rosyjska lekkoatletka, tyczkarka
  - David Lazar, rumuński piłkarz
  - Joël Matip, kameruński piłkarz
  - Nélson Oliveira, portugalski piłkarz
  - Roman Sidorowicz, szwajcarski piłkarz ręczny pochodzenia polsko-holenderskiegp
  - Trần Huệ Hoa, wietnamska lekkoatletka, trójskoczkini i skoczkini wzwyż
- 1992:
  - Mushaga Bakenga, norweski piłkarz pochodzenia kongijskiego
  - Josip Drmić, szwajcarski piłkarz pochodzenia chorwackiego
  - Giselly Andrea Landazuri, kolumbijska lekkoatletka, trójskoczkini
  - Henry López, gwatemalski piłkarz
  - Jeff Louis, haitański piłkarz
- 1993:
  - Khalid Aucho, ugandyjski piłkarz
  - Marcello Bombardi, włoski wspinacz sportowy
  - Roman Debełko, ukraiński piłkarz
  - Kelly Fraser, kanadyjska piosenkarka (zm. 2019)
  - Jessie Rogers, brazylijska aktorka pornograficzna
  - Benjamin Uphoff, niemiecki piłkarz, bramkarz
  - Sanja Vučić, serbska piosenkarka
  - Krzysztof Zapłacki, polski siatkarz
- 1994:
  - Reza Atri, irański zapaśnik
  - Carlos Eduardo Barreto, brazylijski siatkarz
  - Saikhom Mirabai Chanu, indyjska sztangistka
  - Ruth Chepngetich, kenijska lekkoatletka, biegaczka długodystansowa
  - Pascal Dion, kanadyjski łyżwiarz szybki, specjalista short tracku
  - Joris Kayembe, belgijski piłkarz pochodzenia kongijskiego
  - Steve Lawson, togijski piłkarz
  - Chancel Mbemba, kongijski piłkarz
  - Alexa Moreno, meksykańska gimnastyczka
  - Cameron Payne, amerykański koszykarz
  - Bianca Răzor, rumuńska lekkoatletka, sprinterka
  - Jeremy Toljan, niemiecki piłkarz pochodzenia amerykańsko-chorwackiego
  - Kourtney Treffers, holenderska koszykarka
- 1995:
  - Bożidar Czorbadżijski, bułgarski piłkarz
  - Daniel Hamilton, amerykański koszykarz
  - Hendrik Jebens, niemiecki tenisista
  - Emre Taşdemir, turecki piłkarz
- 1996:
  - Yusneylis Guzmán, kubańska zapaśniczka
  - Beatrice Mompremier, amerykańska koszykarka pochodzenia haitańskiego
  - Frenks Razgals, łotewski hokeista
  - A'ja Wilson, amerykańska koszykarka
- 1997:
  - Cadu, brazylijski piłkarz
  - Pape Diop, hiszpański piłkarz pochodzenia senegalskiego
  - Kyle Duncan, amerykański piłkarz
  - Filip Jagiełło, polski piłkarz
  - Narmandachyn Nasanbujan, mongolski zapaśnik
  - Kōki Ogawa, japoński piłkarz
  - Antonee Robinson, amerykański piłkarz
  - Asimenye Simwaka, malawijska lekkoatletka, sprinterka, piłkarka
  - Carlos Taberner, hiszpański tenisista
  - Panipak Wongpattanakit, tajska zawodniczka taekwondo
- 1998:
  - Geoffrey Blancaneaux, kanadyjski tenisista
  - Charles-Andreas Brym, kanadyjski piłkarz pochodzenia togijsko-francuskiego
  - Ryan García, amerykański bokser pochodzenia meksykańskiego
  - Szymon Krawczyk, polski kolarz szosowy i torowy
  - Shawn Mendes, kanadyjski piosenkarz, autor tekstów
  - Ronan Parke, brytyjski piosenkarz
- 1999 – Maria Zhang, polsko-chińska aktorka
- 2000:
  - Félix Auger-Aliassime, kanadyjski tenisista pochodzenia togijskiego
  - NaLyssa Smith, amerykańska koszykarka
- 2001:
  - Filip Misolic, austriacki tenisista
  - Rooney Onyango, kenijski piłkarz
  - Jackson Page, walijski snookerzysta
  - Wadzim Pihas, białoruski piłkarz
  - Peter Pokorný, słowacki piłkarz
  - Malick Thiaw, niemiecki piłkarz pochodzenia senegalsko-filipińskiego
  - Tseng Chun-hsin, tajwański tenisista
- 2002:
  - Chang Bingyu, chiński snookerzysta
  - Chloé Devictor, francuska judoczka
  - Marco Kana, belgijski piłkarz pochodzenia kongijskiego
  - Nayel Mehssatou, chilijski piłkarz pochodzenia marokańskiego
  - Lisa Nyberg, szwedzka narciarka alpejska
  - Antonio Vaško, chorwacki siatkarz
- 2003:
  - Iusuf Macyjew, kazachski zapaśnik
  - Artemijus Tutyškinas, litewski piłkarz
  - Jonas Urbig, niemiecki piłkarz, bramkarz
- 2004 – Jamie Bynoe-Gittens, angielski piłkarz pochodzenia barbadoskiego
- 2005:
  - Alysa Liu, amerykańska łyżwiarka figurowa pochodzenia chińskiego
  - Johannes Pölz, austriacki skoczek narciarski
- 2007 – Arvid Lindblad, brytyjski kierowca wyścigowy pochodzenia szwedzkiego

## Zmarli
- 498 – Ninken, cesarz Japonii (ur. 449)
- 869 – Lotar II, król Lotaryngii i Górnej Burgundii (ur. 825)
- 1023 – Ekkhard, niemiecki duchowny katolicki, benedyktyn, biskup praski (ur. ?)
- 1139 – Jan I, czeski duchowny katolicki, biskup praski (ur. ?)
- 1146 – Bogufał I, polski duchowny katolicki, biskup poznański (ur. ?)
- 1171 – Henryk z Blois, opat w Glastonbury, biskup Winchesteru (ur. 1101)
- 1331 – Konstancja, księżniczka inowrocławska, opatka w Trzebnicy (ur. ?)
- 1356 – Giovanni Gradenigo, doża Wenecji (ur. ?)
- 1394 – Marino Bulcani, włoski kardynał (ur. ?)
- 1436 – Tomasz z Chrobrza, polski duchowny katolicki, prawnik, rektor Akademii Krakowskiej (ur. ?)
- 1496 – Kajtbaj, sułtan mameluków (ur. 1416/18)
- 1523 – Jean Vallière, francuski zakonnik, męczennik protestancki (ur. ?)
- 1524 – Stanisław, książę mazowiecki (ur. 1500)
- 1540 – Krzysztof Hegendorfer, niemiecki teolog luterański, pedagog, prawnik (ur. 1500)
- 1551 – Tomás de Berlanga, hiszpański duchowny katolicki, dominikanin, biskup Panamy (ur. 1487)
- 1553 – Girolamo Fracastoro, włoski lekarz, poeta (ur. 1478)
- 1555 – Oronteus Finaeus, francuski matematyk, astronom, geograf (ur. 1494)
- 1588 – Alonso Sánchez Coello, hiszpański malarz pochodzenia portugalskiego (ur. 1531/32)
- 1617 – Tarquinia Molza, włoska poetka, tłumaczka, filolog, filozof, kompozytorka (ur. 1542)
- 1623 – Jan Biskupski, polski szlachcic, polityk (ur. ?)
- 1667 – Hieronim Radziejowski, polski szlachcic, polityk (ur. 1612)
- 1694 – Mogens Skeel, duński dyplomata, pisarz, satyryk (ur. 1650)
- 1705 – Fryderyk, książę Wirtembergii-Weiltingen (ur. 1654)
- 1719 – Christoph Ludwig Agricola, niemiecki malarz (ur. 1667)
- 1728 – Stanisław Bonifacy Wierzbowski, polski szlachcic, duchowny katolicki (ur. 1659)
- 1746 – Francis Hutcheson, irlandzki filozof (ur. 1694)
- 1750 – Charles Lenmox, brytyjski arystokrata, polityk (ur. 1701)
- 1756 – Ludwika Oldenburg, księżniczka duńska i norweska, księżna Saksonii-Hildburghausen (ur. 1726)
- 1759 – Carl Heinrich Graun, niemiecki kompozytor, śpiewak operowy (ur. 1704)
- 1764 – Johann Philipp von Harrach, austriacki feldmarszałek, polityk (ur. 1678)
- 1780:
  - Pierre-Martial Cibot, francuski jezuita, misjonarz, uczony (ur. 1727)
  - Tadeusz Reytan, polski polityk, poseł na Sejm Rozbiorowy (ur. 1742)
- 1787 – Szymon Dzierzbicki, polski szlachcic, polityk (ur. 1720)
- 1796 – Franz Anton Maulbertsch, austriacki malarz, grafik (ur. 1724)
- 1805 – Łazarz III Henckel von Donnersmarck, baron i hrabia cesarstwa, wolny pan stanowy Bytomia (ur. 1729)
- 1809 – Akinari Ueda, japoński prozaik, poeta, filolog, lekarz (ur. 1734)
- 1810 – Frederick Berkeley, brytyjski arystokrata, polityk (ur. 1745)
- 1812 – Teodor Potocki, polski ziemianin, generał-major, polityk (ur. 1730)
- 1824 – Friedrich August Wolf, niemiecki filolog (ur. 1759)
- 1827 – George Canning, brytyjski polityk, dyplomata, premier Wielkiej Brytanii (ur. 1770)
- 1828 – Carl Peter Thunberg, szwedzki naturalista, lekarz, botanik (ur. 1743)
- 1829 – Jan Zachariasz Frey, polski malarz (ur. 1769)
- 1831 – Christian Ehrenfried Weigel, niemiecki i szwedzki lekarz, botanik, chemik (ur. 1748)
- 1847 – Samuel Linde, polski slawista, leksykograf, językoznawca, tłumacz, bibliograf, pedagog, bibliotekarz pochodzenia szwedzkiego (ur. 1771)
- 1848 – Gustav Adolf Michaelis, niemiecki położnik (ur. 1798)
- 1849:
  - Ugo Bassi, włoski duchowny katolicki, rewolucjonista (ur. 1801)
  - Dawid Torosiewicz, polski adwokat (ur. 1787)
- 1858 – Johann Martin von Wagner, niemiecki rzeźbiarz (ur. 1777)
- 1861 – Piotr Jerzy Bansemer, polski prawnik, historyk przemysłu, uczestnik powstania listopadowego (ur. 1806)
- 1862:
  - Henry Grew, amerykański pisarz i nauczyciel chrześcijański (ur. 1781)
  - Allan Napier MacNab, kanadyjski wojskowy, polityk, premier Prowincji Kanady (ur. 1798)
- 1867 – Maria Teresa Habsburg, arcyksiężniczka austriacka, królowa Obojga Sycylii (ur. 1816)
- 1869 – Roger Fenton, brytyjski malarz, pionier fotografii (ur. 1819)
- 1880 – Józef Pławiński, polski kompozytor, działacz socjalistyczny (ur. 1853/54)
- 1884 – Miroslav Tyrš, czeski krytyk i historyk sztuki, działacz gimnastyczny pochodzenia niemieckiego (ur. 1832)
- 1885 – Charles Wood, brytyjski arystokrata, polityk (ur. 1800)
- 1889 – Benedetto Cairoli, włoski polityk, premier Włoch (ur. 1825)
- 1893 – Auguste Glaize, francuski malarz (ur. 1807)
- 1896 – Eugène Caillaux, francuski inżynier, polityk (ur. 1822)
- 1897:
  - Jacob Burckhardt, szwajcarski historyk sztuki, literatury i kultury, wykładowca akademicki (ur. 1818)
  - Antonio Cánovas del Castillo, hiszpański polityk, premier Hiszpanii (ur. 1828)
  - Viktor Meyer, niemiecki chemik, wykładowca akademicki (ur. 1848)
- 1898 – Eugène Boudin, francuski malarz samouk (ur. 1824)
- 1900:
  - Paweł Ge Tingzhu, chiński męczennik i święty katolicki (ur. 1839)
  - Emil Škoda, czeski przemysłowiec (ur. 1839)
- 1901:
  - Ferdinand Christian Gustav Arnold, niemiecki lichenolog (ur. 1828)
  - Feliks Stanisław Jasiński, polski malarz, grafik (ur. 1862)
- 1902:
  - James Tissot, francuski malarz (ur. 1836)
  - John Henry Twachtman, amerykański malarz (ur. 1853)
- 1905:
  - Ludwik Łepkowski, polski malarz, konserwator dzieł sztuki (ur. 1829)
  - Bonifacja Rodríguez Castro, hiszpańska zakonnica, błogosławiona (ur. 1837)
- 1906 – Franciszek Chrószcz, polski górnik, działacz narodowy (ur. 1846)
- 1908:
  - Alfred Mathieu Giard, francuski zoolog, wykładowca akademicki (ur. 1846)
  - Joseph Maria Olbrich, austriacki architekt (ur. 1867)
- 1909 – Maria MacKillop, australijska zakonnica, święta (ur. 1842)
- 1910 – Janko Polić Kamov, chorwacki prozaik, poeta, dramaturg (ur. 1886)
- 1912 – Cincinnatus Leconte, haitański polityk, prezydent Haiti (ur. 1854)
- 1915 – Stanisław Witold Kołodziejski, polski malarz, legionista (ur. 1891)
- 1916:
  - Lily Braun, niemiecka feministyczna pisarka, polityk (ur. 1865)
  - Hikonojō Kamimura, japoński admirał (ur. 1849)
  - Torakusu Yamaha, japoński przedsiębiorca (ur. 1851)
- 1917 – Stanisław Schneider, polski filolog klasyczny, historyk literatury (ur. 1858)
- 1920 – Michał Śledziona, podporucznik piechoty Wojska Polskiego, kawaler Orderu Virtuti Militari (ur. 1895)
- 1921:
  - Juhani Aho, fiński pisarz, dziennikarz (ur. 1861)
  - Maria Małgorzata Caiani, włoska zakonnica, błogosławiona (ur. 1863)
- 1924:
  - Roman Dzieślewski, polski inżynier (ur. 1863)
  - Wincenty Kraiński, polski ziemianin, prawnik, polityk (ur. 1844)
- 1925:
  - Nikołaj Astudin, rosyjski malarz (ur. 1847)
  - Hugo Lemcke, niemiecki nauczyciel, historyk (ur. 1835)
- 1930 – Launceston Elliot, szkocki sztangista, zapaśnik, lekkoatleta (ur. 1874)
- 1931 – Roman Szymański, polski działacz socjalistyczny (ur. 1900)
- 1933 – Luca Beltrami, włoski architekt, historyk architektury (ur. 1854)
- 1935 – Paul-Raphaël Abi Mourad, libański duchowny melchicki, wikariusz patriarszy Jerozolimy (ur. 1864)
- 1936 – Antoni Silvestre Moya, hiszpański duchowny katolicki, męczennik, błogosławiony (ur. 1892)
- 1937 – Martin Rázus, słowacki pastor, bajkopisarz, prozaik, eseista, dramaturg, publicysta (ur. 1888)
- 1938:
  - Leon Wincenty Czechowski, polski malarz, aktor, scenograf, dekorator (ur. 1885)
  - Charles Dufresne, francuski malarz, grafik (ur. 1876)
  - Bernard Hausner, polski działacz społeczny, syjonista, polityk, poseł na Sejm RP pochodzenia żydowskiego (ur. 1874)
  - Nikifor Maruszeczko, polski przestępca (ur. 1913)
  - Pawieł Nosow, radziecki polityk (ur. 1894)
- 1939 – Aleksander Wareński, polski wojskowy, dziennikarz, nauczyciel (ur. 1894)
- 1940:
  - Johnny Dodds, amerykański muzyk jazzowy (ur. 1892)
  - Włodzimierz Laskowski, polski duchowny katolicki, męczennik, błogosławiony (ur. 1886)
  - Valentine Smith, brytyjski rugbysta (ur. 1873)
- 1941 – Jan Gutt, polski ginekolog-położnik, zapaśnik, trener (ur. 1886)
- 1942 – James Hume Cook, australijski polityk (ur. 1866)
- 1943 – Dawid Sierakowiak, polski Żyd, ofiara holocaustu, autor pamiętnika (ur. 1924)
- 1944 – Polegli w powstaniu warszawskim:
  - Wiesław Brauliński, polski sierżant podchorąży, żołnierz AK (ur. 1924)
  - Antoni Szczęsny Godlewski, polski kapral, żołnierz AK (ur. 1923)
  - Juliusz Kaden-Bandrowski, polski pisarz, publicysta, kapitan, wolnomularz (ur. 1885)
  - Tadeusz Maślonkowski, polski harcmistrz, podporucznik, żołnierz AK (ur. 1921)
  - Henryk Petryka, polski sierżant podchorąży, żołnierz AK (ur. 1921)
  - Ryszard Zalewski, polski sierżant podchorąży, żołnierz AK (ur. 1922)
  - Ryszard Załęski, polski plutonowy podchorąży, żołnierz AK (ur. 1924)
- 1944:
  - Hellmuth Stieff, niemiecki generał (ur. 1901)
  - Erwin von Witzleben, niemiecki feldmarszałek (ur. 1881)
  - Michael Wittmann niemiecki as pancerny (ur. 1914)
- 1947 – Anton Denikin, rosyjski generał, dowódca białej armii, polityk, pisarz pochodzenia polskiego (ur. 1872)
- 1948 – Zygmunt Klemensiewicz, polski lekarz, publicysta, filatelista, polityk, poseł na Sejm Ustawodawczy, senator RP (ur. 1874)
- 1949:
  - Iwan Poddubny, rosyjski zapaśnik, wrestler (ur. 1871)
  - Joaquín Torres García, urugwajski malarz (ur. 1874)
- 1950 – Nikołaj Miaskowski, rosyjski kompozytor (ur. 1881)
- 1953 – Robert Meißner, niemiecki generał porucznik (ur. 1888)
- 1956 – Tadeusz Mańkowski, polski prawnik, historyk sztuki, muzealnik (ur. 1878)
- 1958:
  - Brendan Bracken, brytyjski polityk pochodzenia irlandzkiego (ur. 1901)
  - Stanisław Loria, polski fizyk, wykładowca akademicki pochodzenia żydowskiego (ur. 1883)
- 1959 – Luigi Sturzo, włoski duchowny katolicki, polityk (ur. 1871)
- 1961:
  - Mei Lanfang, chiński aktor (ur. 1894)
  - Stanisław Franciszek Michalski, polski indolog, encyklopedysta, tłumacz (ur. 1881)
  - Werner Villinger, niemiecki psychiatra, zbrodniarz nazistowski (ur. 1887)
- 1962 – Hermann Hesse, niemiecki prozaik, poeta, eseista, laureat Nagrody Nobla (ur. 1877)
- 1964 – Lala Sjöqvist, szwedzka skoczkini do wody (ur. 1903)
- 1965:
  - Jānis Balodis, łotewski generał, polityk (ur. 1881)
  - Bronisława Konopacka, polska embriolog, wykładowczyni akademicka (ur. 1884)
  - Oskar Wackerzapp, niemiecki polityk (ur. 1883)
- 1966:
  - Teddy Billington, amerykański kolarz torowy (ur. 1882)
  - James Soutter, brytyjski lekkoatleta, sprinter i średniodystansowiec (ur. 1885)
- 1967:
  - Andrzej Adamczewski, polski aktor (ur. 1941)
  - Aleksander Bregman, polski dziennikarz, publicysta pochodzenia żydowskiego (ur. 1906)
- 1968:
  - Adolf Fierla, polski poeta, prozaik (ur. 1908)
  - Matylda Getter, polska zakonnica, przełożona warszawskiej prowincji Franciszkanek Rodziny Maryi, Sprawiedliwa wśród Narodów Świata (ur. 1870)
- 1969 – Otton Jarzyna, polski porucznik, powstaniec śląski, działacz komunistyczny (ur. 1901)
- 1970 – Władysław Różycki, polski podpułkownik pilot (ur. 1907)
- 1973:
  - Dean Corll, amerykański seryjny morderca (ur. 1939)
  - Gösta Frändfors, szwedzki zapaśnik (ur. 1915)
  - Vilhelm Moberg, szwedzki pisarz (ur. 1898)
  - José Villalonga, hiszpański trener piłkarski (ur. 1919)
  - Nikos Zachariadis, grecki polityk komunistyczny (ur. 1903)
- 1974:
  - Baldur von Schirach, niemiecki działacz nazistowski, przywódca Hitlerjugend, gauleiter Wiednia, zbrodniarz wojenny (ur. 1907)
  - Andrzej Waligórski, polski antropolog kultury, językoznawca, afrykanista (ur. 1908)
- 1975:
  - Cannonball Adderley, amerykański saksofonista jazzowy, kompozytor (ur. 1928)
  - Sune Almkvist, szwedzki hokeista, piłkarz (ur. 1886)
- 1976:
  - (lub 9 sierpnia) José Lezama Lima, kubański poeta, prozaik, eseista (ur. 1910)
  - Adolf Rosner, polsko-rosyjski trębacz jazzowy, kompozytor pochodzenia żydowskiego (ur. 1910)
- 1977:
  - Riem Chochłow, rosyjski fizyk (ur. 1926)
  - Son Ngoc Thanh, kambodżański polityk, premier Kambodży (ur. 1908)
- 1978 – Josef Hlinomaz, czeski aktor, malarz, ilustrator (ur. 1914)
- 1979:
  - Mychajło Krat, ukraiński generał chorąży (ur. 1892)
  - Nicholas Monsarrat, brytyjski pisarz (ur. 1910)
- 1980 – Michaił Wietrow, radziecki dyplomata (ur. 1909)
- 1981:
  - Jan van Diepenbeek, holenderski piłkarz (ur. 1903)
  - Stanisław Skwarczyński, polski generał brygady, polityk, poseł na Sejm RP (ur. 1888)
- 1982:
  - Eric Brandon, brytyjski kierowca wyścigowy (ur. 1920)
  - Zinowij Sierdiuk, radziecki generał-major, polityk (ur. 1903)
- 1985 – Louise Brooks, amerykańska aktorka, tancerka, modelka (ur. 1906)
- 1986 – Gordana Kosanović, serbska aktorka (ur. 1953)
- 1987 – Jurij Babanski, rosyjski pedagog (ur. 1927)
- 1988:
  - Maria Cichocka, polska aktorka (ur. 1925)
  - Kid Chocolate, kubański bokser (ur. 1910)
- 1989:
  - Brian Naylor, brytyjski kierowca wyścigowy (ur. 1923)
  - Jiří Šotola, czeski poeta, prozaik, dramaturg (ur. 1924)
- 1990 – Andrzej Dobrowolski, polski kompozytor, pedagog (ur. 1921)
- 1991:
  - James Irwin, amerykański pułkownik lotnictwa, astronauta (ur. 1930)
  - Iwan Kożedub, radziecki pilot wojskowy, as myśliwski, polityk (ur. 1920)
  - Walter Zeman, austriacki piłkarz, bramkarz (ur. 1927)
- 1992 – Bertalan Papp, węgierski szablista (ur. 1913)
- 1994 – Leonid Leonow, rosyjski pisarz (ur. 1899)
- 1996:
  - Nevill Francis Mott, brytyjski fizyk, laureat Nagrody Nobla (ur. 1905)
  - Julian Stryjkowski, polski pisarz pochodzenia żydowskiego (ur. 1905)
- 1997 – Kazimierz Jasiński, polski historyk (ur. 1920)
- 1998:
  - Samuel Balter, amerykański koszykarz (ur. 1909)
  - Barbara Burke, południowoafrykańska lekkoatletka, płotkarka i sprinterka (ur. 1917)
  - László Szabó, węgierski szachista (ur. 1917)
  - Mirosław Wieński, polski aktor (ur. 1960)
- 2000:
  - Živorad Jevtić, serbski piłkarz (ur. 1943)
  - Edward Kupiszewski, polski pedagog, poeta, prozaik (ur. 1940)
- 2001 – Noud van Melis, holenderski piłkarz (ur. 1924)
- 2002:
  - Reiner Geye, niemiecki piłkarz (ur. 1949)
  - Charles Poletti, amerykański polityk pochodzenia włoskiego (ur. 1903)
- 2003 – Patrick Chakaipa, zimbabwejski duchowny katolicki, arcybiskup Harare (ur. 1932)
- 2004 – Fay Wray, amerykańska aktorka (ur. 1907)
- 2005:
  - Barbara Bel Geddes, amerykańska aktorka (ur. 1922)
  - Wiesław Kotański, polski językoznawca, japonista, religioznawca, kulturoznawca, tłumacz (ur. 1915)
- 2006:
  - Greg Athans, kanadyjski narciarz dowolny (ur. 1955)
  - Andrzej Łachański, polski aktor (ur. 1966)
  - Stanisław Smoleński, polski duchowny katolicki, biskup pomocniczy krakowski (ur. 1915)
- 2007:
  - Rickard Dahl, szwedzki lekkoatleta, skoczek wzwyż (ur. 1933)
  - Melville Shavelson, amerykański reżyser filmowy (ur. 1917)
- 2008:
  - Antonio Gava, włoski polityk (ur. 1930)
  - Henryk Jacenciuk, polski duchowny katolicki, salezjanin (ur. 1923)
- 2009:
  - Daniel Jarque, hiszpański piłkarz (ur. 1983)
  - Jan Tarasin, polski malarz, grafik, rysownik, fotograf, eseista (ur. 1926)
- 2010:
  - Patricia Neal, amerykańska aktorka (ur. 1926)
  - Massamasso Tchangai, togijski piłkarz (ur. 1978)
- 2011:
  - Mike Barrett, amerykański koszykarz, (ur. 1943)
  - Zofia Matuszczyk-Cygańska, polska malarka (ur. 1915)
  - Jiřina Švorcová, czeska aktorka (ur. 1928)
- 2012 – Kurt Maetzig, niemiecki reżyser i scenarzysta filmowy (ur. 1911)
- 2013:
  - Karen Black, amerykańska aktorka (ur. 1939)
  - Jack Clement, amerykański muzyk country (ur. 1931)
  - Árpád Duka-Zólyomi, słowacki fizyk, polityk pochodzenia węgierskiego (ur. 1941)
  - Igor Kurnosow, rosyjski szachista (ur. 1985)
  - Regina Resnik, amerykańska śpiewaczka operowa (sopran i mezzosopran) (ur. 1922)
- 2014:
  - Edmund Collins, australijski duchowny katolicki, biskup Darwin (ur. 1931)
  - Menahem Golan, izraelski reżyser i producent filmowy (ur. 1929)
- 2015:
  - Antoni Kukliński, polski ekonomista (ur. 1927)
  - Sean Price, amerykański raper (ur. 1972)
  - Kayyar Kinhanna Rai, indyjski prozaik, poeta, dziennikarz (ur. 1915)
  - Zygfryd Weinberg, polski lekkoatleta, trójskoczek, trener (ur. 1930)
- 2016:
  - Edward Daly, irlandzki duchowny katolicki, biskup Derry (ur. 1933)
  - Anna Sokołowska, polska reżyserka filmowa (ur. 1933)
- 2017:
  - Glen Campbell, amerykański gitarzysta i piosenkarz country (ur. 1936)
  - Józef Wiśniewski, polski działacz sportowy (ur. 1933)
- 2018:
  - Alojzy Fros, polski księgowy, żołnierz AK, więzień obozów koncentracyjnych (ur. 1916)
  - Bogusław Mach, polski aktor (ur. 1933)
- 2019:
  - Stanisław Konturek, polski fizjolog, gastroenterolog (ur. 1931)
  - Eugenia Łoch, polska filolog, polityk, poseł na Sejm PRL (ur. 1926)
  - Jean-Pierre Mocky, francuski aktor, reżyser i scenarzysta filmowy (ur. 1933)
  - Fabrizio Saccomanni, włoski ekonomista, polityk, urzędnik państwowy, dyrektor generalny Banku Włoch, minister gospodarki i finansów (ur. 1942)
- 2020:
  - Pedro Casaldáliga Plá, hiszpański duchowny katolicki, biskup prałat São Félix w Brazylii (ur. 1928)
  - Chica Xavier, brazylijska aktorka (ur. 1932)
- 2021:
  - Bill Davis, kanadyjski polityk, premier Ontario (ur. 1929)
  - Jaan Kaplinski, estoński poeta, filozof, krytyk literacki (ur. 1941)
  - Stefan Kapłaniak, polski kajakarz (ur. 1933)
  - Hipólito Reyes Larios, meksykański duchowny katolicki, biskup Orizaby, arcybiskup Jalapy (ur. 1946)
  - Cesare Salvadori, włoski szablista (ur. 1941)
  - Pierre Sprey, amerykański inżynier aeronautyki, statystyk, analityk cywilny, ekspert obrony, menadżer muzyczny (ur. 1937)
- 2022:
  - Władysław Nasiłowski, polski patolog, profesor medycyny sądowej, wykładowca akademicki, żołnierz AK (ur. 1925)
  - Olivia Newton-John, australijska aktorka, piosenkarka (ur. 1948)
  - Zofia Posmysz, polska pisarka, scenarzystka filmowa (ur. 1923)
  - Jozef Tomko, słowacki duchowny katolicki, arcybiskup ad personam, sekretarz generalny Synodu Biskupów, kardynał (ur. 1924)
- 2023:
  - Federico Bahamontes, hiszpański kolarz szosowy (ur. 1928)
  - Julija Borisowa, rosyjska aktorka (ur. 1925)
  - Dušan Kaprálik, słowacki aktor (ur. 1948)
  - Luis Alberto Parra Mora, kolumbijski duchowny katolicki, biskup Mocoa-Sibundoy (ur. 1944)
  - Jamie Reid, brytyjski malarz, anarchista (ur. 1947)
  - Sixto Rodriguez, amerykański gitarzysta, wokalista, aktywista polityczny (ur. 1942)
- 2024:
  - Issa Hayatou, kameruński działacz piłkarski, prezydent CAF (ur. 1946)
  - Tomasz Lisowicz, polski kolarz szosowy (ur. 1977)
  - Mário Clemente Neto, brazylijski duchowny katolicki, biskup prałat Tefé (ur. 1940)
  - Małgorzata Ostrowska, polska politolog, polityk, poseł na Sejm RP (ur. 1958)
  - Jorge Rodríguez, meksykański piłkarz (ur. 1968)
- 2025:
  - Zygmunt Babiak, polski aktor (ur. 1958)
  - Terry Hennessey, walijski piłkarz, trener (ur. 1942)
  - Estanislao Esteban Karlic, argentyński duchowny katolicki, arcybiskup Parany, kardynał (ur. 1926)
  - William H. Webster, amerykański prawnik, urzędnik państwowy, dyrektor FBI i DCI (ur. 1924)